# Đưng
Đưng hay còn gọi đước xanh, đước nhọn (danh pháp khoa học: Rhizophora mucronata) là một loài thực vật có hoa trong họ Rhizophoraceae. Loài này được Lam. miêu tả khoa học đầu tiên năm 1804.

## Phân bố
Đưng phân bố ở Tây Phi, Madagascar, Mauritius, Đông Nam Á, Australia, Melanesia và Micronesia. Ở Việt Nam loài này được bắt gặp trong các rừng ngập mặn Trung Bộ và Nam Bộ (Cần Giờ, Bến Tre, Cà Mau).

## Hình ảnh

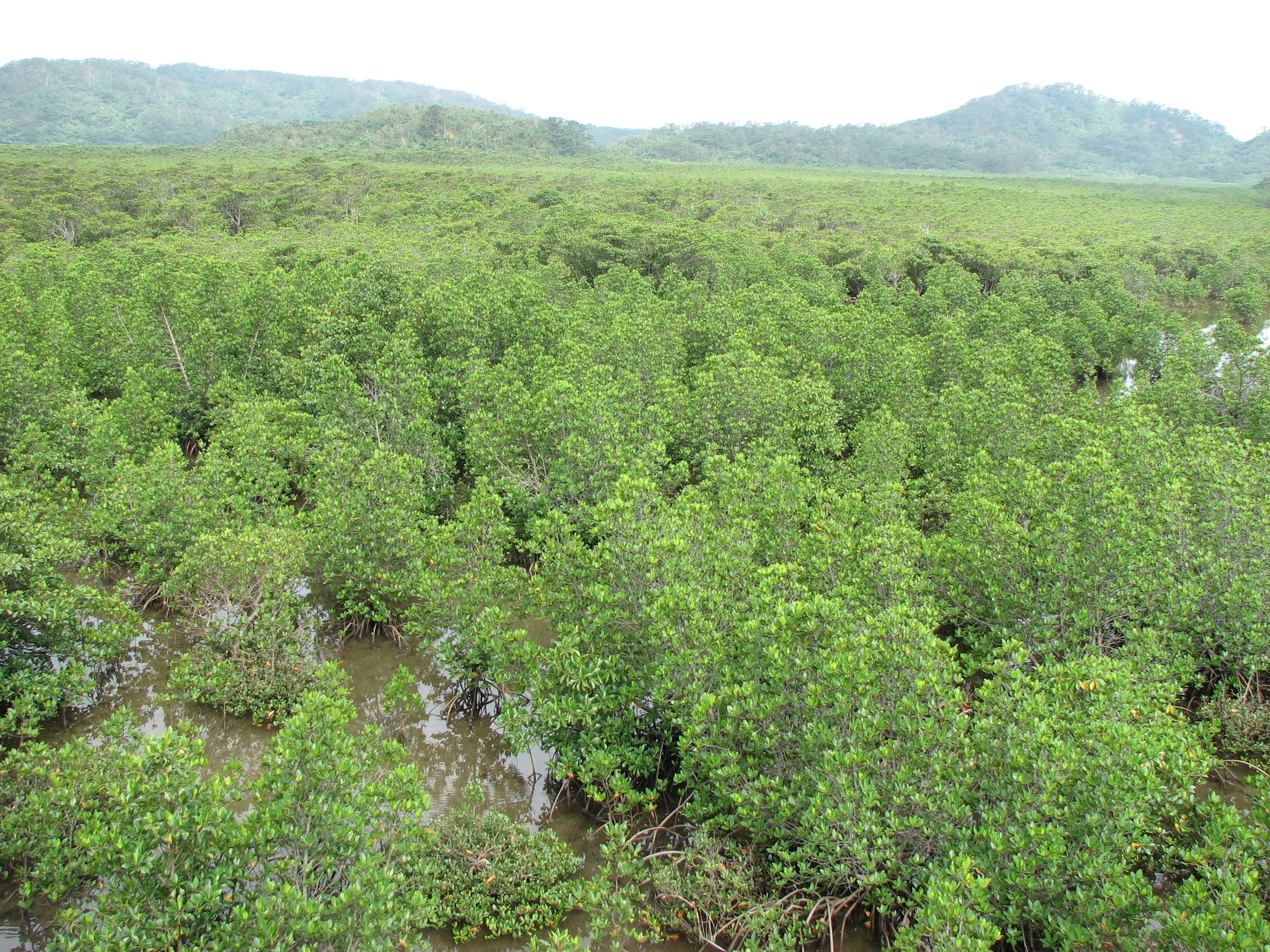
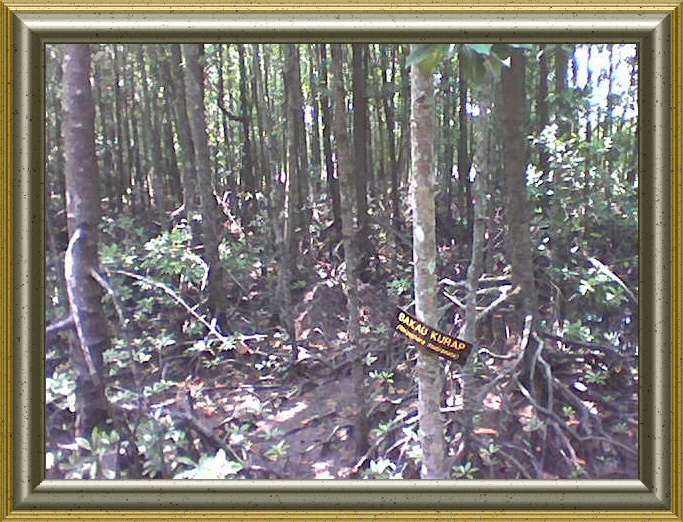